# Llista de monuments d'Olot (centre)
Llista de monuments d'Olot inclosos en l'Inventari del Patrimoni Arquitectònic Català pel districte 1 d'Olot (Garrotxa) corresponent al nucli històric situat a l'esquerra del riu Fluvià entre els volcans del Montsacopa i de Montolivet. Inclou els béns arquitectònics inscrits en el Registre de Béns Culturals d'Interès Nacional (BCIN), els Béns Culturals d'Interès Local (BCIL) de caràcter immoble i la resta de béns integrants del patrimoni cultural català.
| Monument                                                      | Protecció       | Estil/època                                                           | Localització                                                       | Coordenades                                          | Codi?         | Imatge |
| ------------------------------------------------------------- | --------------- | --------------------------------------------------------------------- | ------------------------------------------------------------------ | ---------------------------------------------------- | ------------- | --- |
| Claustre de l'antic Convent del Carme                         | BCIN 169-MH     | Renaixement XVI-XVII                                                  | Olot C. Pare Antoni Soler                                          | 42° 11′ 00″ N, 2° 29′ 32″ E / 42.183472°N,2.492222°E | RI-51-0004163 | Claustre de l'antic Convent del Carme (Olot) · Vegeu més fotos d'aquest monument · Carregueu una nova foto d'aquest monument                   |
| Casa Solà-Morales                                             | BCIN 170-MH     | Neoclassicisme, modernisme Lluís Domènech i Montaner XVIII, XX (1916) | Olot Pg. d'en Blay, 38-40                                          | 42° 11′ 00″ N, 2° 29′ 13″ E / 42.18325°N,2.486944°E  | RI-51-0004300 | Casa Solà-Morales (Olot) · Vegeu més fotos d'aquest monument · Carregueu una nova foto d'aquest monument                                       |
| Hospici d'Olot, o Museu de la Garrotxa                        | BCIN 369-MH-EN  | Barroc XVIII                                                          | Olot                                                               | 42° 10′ 52″ N, 2° 29′ 22″ E / 42.18122°N,2.48937°E   | IPA-423       | Hospici d'Olot · Vegeu més fotos d'aquest monument · Carregueu una nova foto d'aquest monument                                                 |
| Teatre Municipal                                              | BCIN 370-MH-EN  | Eclecticisme XIX-XX                                                   | Olot                                                               | 42° 10′ 57″ N, 2° 29′ 14″ E / 42.18256°N,2.48726°E   | IPA-424       | Teatre Municipal (Olot) · Vegeu més fotos d'aquest monument · Carregueu una nova foto d'aquest monument                                        |
| Església de Sant Esteve d'Olot                                | BCIN 1885-MH-EN | Neoclassicisme XVIII-XIX                                              | Olot Pl. Rector Ferrer                                             | 42° 10′ 56″ N, 2° 29′ 18″ E / 42.182222°N,2.488333°E | RI-51-0007065 | Església de Sant Esteve (Olot) · Vegeu més fotos d'aquest monument · Carregueu una nova foto d'aquest monument                                 |
| Casino Olotí                                                  |                 | Noucentisme XX                                                        | Olot Pg. d'en Blay, 6                                              | 42° 10′ 58″ N, 2° 29′ 14″ E / 42.182775°N,2.487135°E | IPA-10155     | Casino Olotí (Olot) · Vegeu més fotos d'aquest monument · Carregueu una nova foto d'aquest monument                                            |
| Casa al Passeig d'en Blai, 20                                 |                 | Obra popular XIX Final                                                | Olot Pg. d'en Blay, 20                                             | 42° 11′ 00″ N, 2° 29′ 09″ E / 42.183264°N,2.485886°E | IPA-10156     | Casa al passeig d'en Blay, 20 (Olot) · Vegeu més fotos d'aquest monument · Carregueu una nova foto d'aquest monument                           |
| Casa del Firal, 23                                            |                 | Eclecticisme XIX Final                                                | Olot Pg. d'en Blay, 23                                             | 42° 11′ 01″ N, 2° 29′ 09″ E / 42.183600°N,2.485972°E | IPA-10157     | Casa del Firal, 23 (Olot) · Vegeu més fotos d'aquest monument · Carregueu una nova foto d'aquest monument                                      |
| Casa del Firal, 31                                            |                 | Eclecticisme                                                          | Olot Pg. d'en Blay, 31                                             | 42° 11′ 01″ N, 2° 29′ 11″ E / 42.183553°N,2.486427°E | IPA-10158     | Casa del Firal, 31 (Olot) · Vegeu més fotos d'aquest monument · Carregueu una nova foto d'aquest monument                                      |
| Can Riera                                                     | BCIL 2004       | Modernisme XIX                                                        | Olot Pg. d'en Blay, 34                                             | 42° 11′ 00″ N, 2° 29′ 12″ E / 42.18344°N,2.486612°E  | IPA-10159     | Can Riera (Olot) · Vegeu més fotos d'aquest monument · Carregueu una nova foto d'aquest monument                                               |
| Casa Constans                                                 |                 | Racionalisme XX                                                       | Olot Pg. d'en Blay, 48                                             | 42° 10′ 59″ N, 2° 29′ 15″ E / 42.18298°N,2.487461°E  | IPA-10160     | Casa Constans (Olot) · Vegeu més fotos d'aquest monument · Carregueu una nova foto d'aquest monument                                           |
| Casa al carrer de Sant Ferriol, 6                             |                 | Eclecticisme XIX-XX                                                   | Olot C. Sant Ferriol, 6                                            | 42° 10′ 57″ N, 2° 29′ 10″ E / 42.182448°N,2.486216°E | IPA-10161     | Casa al carrer de Sant Ferriol, 6 (Olot) · Vegeu més fotos d'aquest monument · Carregueu una nova foto d'aquest monument                       |
| Casa al carrer de Sant Ferriol, 27                            |                 | Eclecticisme XIX                                                      | Olot C. Sant Ferriol                                               | 42° 10′ 54″ N, 2° 29′ 10″ E / 42.181772°N,2.486097°E | IPA-10162     | Casa al carrer de Sant Ferriol, 27 (Olot) · Vegeu més fotos d'aquest monument · Carregueu una nova foto d'aquest monument                      |
| Casa al carrer de Sant Ferriol, 29                            |                 | Eclecticisme XIX                                                      | Olot C. de Sant Ferriol, 29                                        | 42° 10′ 54″ N, 2° 29′ 10″ E / 42.181718°N,2.48606°E  | IPA-10163     | Casa al carrer de Sant Ferriol, 29 (Olot) · Vegeu més fotos d'aquest monument · Carregueu una nova foto d'aquest monument                      |
| Ca l'Arau                                                     |                 | Eclecticisme XX                                                       | Olot C. de Sant Ferriol - c. Pintor Galwey                         | 42° 10′ 53″ N, 2° 29′ 08″ E / 42.181286°N,2.485589°E | IPA-10164     | Ca l'Arau (Olot) · Vegeu més fotos d'aquest monument · Carregueu una nova foto d'aquest monument                                               |
| Casa de Prat                                                  | BCIL 2004       | Modernisme Alfred Paluzle XX (1907)                                   | Olot C. Sant Ferriol, 46                                           | 42° 10′ 53″ N, 2° 29′ 08″ E / 42.181286°N,2.48559°E  | IPA-10165     | Casa de Prat (Olot) · Vegeu més fotos d'aquest monument · Carregueu una nova foto d'aquest monument                                            |
| Església del Convent del Carme                                |                 | Gòtic tardà, renaixement XVI                                          | Olot Pl. del Carme                                                 | 42° 11′ 00″ N, 2° 29′ 31″ E / 42.18327°N,2.492006°E  | IPA-10166     | Església del Convent del Carme (Olot) · Vegeu més fotos d'aquest monument · Carregueu una nova foto d'aquest monument                          |
| Vil·la Jané                                                   |                 | Noucentisme XX                                                        | Olot C. Bernat Vilar, 7                                            | 42° 10′ 58″ N, 2° 28′ 57″ E / 42.182718°N,2.482614°E | IPA-10168     | Vil·la Jané (Olot) · Vegeu més fotos d'aquest monument · Carregueu una nova foto d'aquest monument                                             |
| Casa al carrer Bernat Vilar, 19                               |                 | Noucentisme XX Inici                                                  | Olot Pl. Balmes - c. Bernat Vilar, 19                              | 42° 11′ 01″ N, 2° 28′ 58″ E / 42.183500°N,2.482695°E | IPA-10169     | Casa al carrer Bernat Vilar, 19 (Olot) · Vegeu més fotos d'aquest monument · Carregueu una nova foto d'aquest monument                         |
| Casa al carrer Bernat Vilar, 20                               |                 | Noucentisme XX Inici                                                  | Olot C. Bernat Vilar, 20                                           | 42° 11′ 00″ N, 2° 28′ 58″ E / 42.183417°N,2.482808°E | IPA-10170     | Casa al carrer Bernat Vilar, 20 (Olot) · Vegeu més fotos d'aquest monument · Carregueu una nova foto d'aquest monument                         |
| Església dels Pares Caputxins                                 | BCIL 2004       | Obra popular XIX                                                      | Olot C. Joaquim Vayreda                                            | 42° 10′ 45″ N, 2° 29′ 20″ E / 42.179114°N,2.488886°E | IPA-10173     | Església dels Pares Caputxins (Olot) · Vegeu més fotos d'aquest monument · Carregueu una nova foto d'aquest monument                           |
| Casa al carrer Joaquim Vayreda, 3                             | BCIL 2004       | Eclecticisme XIX Final                                                | Olot C. Joaquim Vayreda, 3                                         | 42° 10′ 49″ N, 2° 29′ 19″ E / 42.180372°N,2.488736°E | IPA-10174     | Casa al carrer Joaquim Vayreda, 3 (Olot) · Vegeu més fotos d'aquest monument · Carregueu una nova foto d'aquest monument                       |
| Edifici de l'Art Cristià, o Fàbrica de Sants                  | BCIL 2004       | Eclecticisme XIX                                                      | Olot C. Joaquim Vayreda, 11                                        | 42° 10′ 47″ N, 2° 29′ 20″ E / 42.179723°N,2.488784°E | IPA-10175     | Edifici de l'Art Cristià (Olot) · Vegeu més fotos d'aquest monument · Carregueu una nova foto d'aquest monument                                |
| Casa al carrer Joaquim Vayreda i ronda Fluvià                 | BCIL 2004       | Modernisme XX                                                         | Olot C. Joaquim Vayreda, 28 - rda. Fluvià                          | 42° 10′ 42″ N, 2° 29′ 20″ E / 42.17846°N,2.488900°E  | IPA-10176     | Casa al carrer Joaquim Vayreda i ronda Fluvià (Olot) · Vegeu més fotos d'aquest monument · Carregueu una nova foto d'aquest monument           |
| Casa Vayreda                                                  | BCIL 2004       | Eclecticisme XIX Mitjan                                               | Olot C. Joaquim Vayreda, 4                                         | 42° 10′ 49″ N, 2° 29′ 18″ E / 42.180192°N,2.48838°E  | IPA-10177     | Casa Vayreda (Olot) · Vegeu més fotos d'aquest monument · Carregueu una nova foto d'aquest monument                                            |
| Casa Masramon                                                 | BCIL 2004       | Noucentisme Rafael Masó i Valentí XX (1913)                           | Olot C. Joaquim Vayreda, 6                                         | 42° 10′ 46″ N, 2° 29′ 19″ E / 42.179534°N,2.48865°E  | IPA-10178     | Casa Masramon (Olot) · Vegeu més fotos d'aquest monument · Carregueu una nova foto d'aquest monument                                           |
| Casa al carrer Joaquim Vayreda, 7                             | BCIL 2004       | Eclecticisme XIX Final                                                | Olot C. Joaquim Vayreda, 7 - c. Daunis                             | 42° 10′ 49″ N, 2° 29′ 19″ E / 42.180167°N,2.488729°E | IPA-10179     | Casa al carrer Joaquim Vayreda, 7 (Olot) · Vegeu més fotos d'aquest monument · Carregueu una nova foto d'aquest monument                       |
| Casa al carrer Joaquim Vayreda, 13                            |                 | Eclecticisme XX                                                       | Olot C. Joaquim Vayreda, 13                                        | 42° 10′ 47″ N, 2° 29′ 20″ E / 42.179599°N,2.488903°E | IPA-10180     | Casa al carrer Joaquim Vayreda, 13 (Olot) · Vegeu més fotos d'aquest monument · Carregueu una nova foto d'aquest monument                      |
| Casa al carrer Joaquim Vayreda, 24                            |                 | Historicisme XX                                                       | Olot C. Joaquim Vayreda, 24                                        | 42° 10′ 43″ N, 2° 29′ 20″ E / 42.178599°N,2.488848°E | IPA-10181     | Casa al carrer Joaquim Vayreda, 24 (Olot) · Vegeu més fotos d'aquest monument · Carregueu una nova foto d'aquest monument                      |
| Can Masllopart                                                | BCIL 2004       | Noucentisme XX                                                        | Olot Pl. Vayreda, 6                                                | 42° 10′ 45″ N, 2° 29′ 17″ E / 42.179064°N,2.487963°E | IPA-10182     | Can Masllopart (Olot) · Vegeu més fotos d'aquest monument · Carregueu una nova foto d'aquest monument                                          |
| Casa al carrer dels Dolors, 1                                 |                 | Eclecticisme XIX-XX                                                   | Olot C. dels Dolors, 1                                             | 42° 10′ 54″ N, 2° 29′ 13″ E / 42.181659°N,2.486922°E | IPA-10183     | Casa al carrer dels Dolors, 1 (Olot) · Vegeu més fotos d'aquest monument · Carregueu una nova foto d'aquest monument                           |
| Casa al carrer dels Dolors, 2                                 |                 | Eclecticisme XIX-XX                                                   | Olot C. dels Dolors, 2                                             | 42° 10′ 54″ N, 2° 29′ 13″ E / 42.181709°N,2.487012°E | IPA-10184     | Casa al carrer dels Dolors, 2 (Olot) · Vegeu més fotos d'aquest monument · Carregueu una nova foto d'aquest monument                           |
| Casa al carrer dels Dolors, 3                                 |                 | Eclecticisme XX                                                       | Olot C. dels Dolors, 3                                             | 42° 10′ 54″ N, 2° 29′ 12″ E / 42.181735°N,2.486706°E | IPA-10185     | Casa al carrer dels Dolors, 3 (Olot) · Vegeu més fotos d'aquest monument · Carregueu una nova foto d'aquest monument                           |
| Casa al carrer Sant Ignasi, 3                                 |                 | Eclecticisme XIX Final                                                | Olot C. Sant Ignasi, 3                                             | 42° 10′ 56″ N, 2° 29′ 23″ E / 42.182267°N,2.489659°E | IPA-10187     | Casa al carrer Sant Ignasi, 3 (Olot) · Vegeu més fotos d'aquest monument · Carregueu una nova foto d'aquest monument                           |
| Casa al carrer Sant Ignasi, 5                                 |                 | Eclecticisme XIX Final                                                | Olot C. Sant Ignasi, 5                                             | 42° 10′ 56″ N, 2° 29′ 23″ E / 42.182159°N,2.489729°E | IPA-10188     | Casa al carrer Sant Ignasi, 5 (Olot) · Vegeu més fotos d'aquest monument · Carregueu una nova foto d'aquest monument                           |
| Casa al carrer Fontanella i carrer Fluvià                     |                 | Obra popular, inspiració déco XIX Final                               | Olot C. Fontanella - c. Fluvià                                     | 42° 10′ 49″ N, 2° 29′ 24″ E / 42.180323°N,2.490060°E | IPA-10189     | Casa al carrer Fontanella i carrer Fluvià (Olot) · Vegeu més fotos d'aquest monument · Carregueu una nova foto d'aquest monument               |
| Fàbrica Can Plana Escubos                                     | BCIL 2004       | Noucentisme XX                                                        | Olot C. Fontanella                                                 | 42° 10′ 45″ N, 2° 29′ 26″ E / 42.179196°N,2.490499°E | IPA-10190     | Fàbrica Can Plana Escubos (Olot) · Vegeu més fotos d'aquest monument · Carregueu una nova foto d'aquest monument                               |
| Can Masllorens                                                | BCIL 2004       | Noucentisme XX (1928)                                                 | Olot C. Fontanella, 10                                             | 42° 10′ 49″ N, 2° 29′ 24″ E / 42.180195°N,2.489988°E | IPA-10191     | Can Masllorens (Olot) · Vegeu més fotos d'aquest monument · Carregueu una nova foto d'aquest monument                                          |
| Edificis Mas Llopart                                          |                 | Modernisme XX                                                         | Olot C. Fontanella, 2-4                                            | 42° 10′ 50″ N, 2° 29′ 23″ E / 42.180643°N,2.489754°E | IPA-10192     | Edificis Mas Llopart (Olot) · Vegeu més fotos d'aquest monument · Carregueu una nova foto d'aquest monument                                    |
| Casa al carrer Fontanella, 12                                 | BCIL 2004       | Eclecticisme XIX-XX                                                   | Olot C. Fontanella, 12                                             | 42° 10′ 48″ N, 2° 29′ 24″ E / 42.180061°N,2.490007°E | IPA-10194     | Casa al carrer Fontanella, 12 (Olot) · Vegeu més fotos d'aquest monument · Carregueu una nova foto d'aquest monument                           |
| Casa al carrer Fontanella, 14                                 | BCIL 2004       | Eclecticisme XIX-XX                                                   | Olot C. Fontanella, 14                                             | 42° 10′ 48″ N, 2° 29′ 24″ E / 42.179959°N,2.490041°E | IPA-10195     | Casa al carrer Fontanella, 14 (Olot) · Vegeu més fotos d'aquest monument · Carregueu una nova foto d'aquest monument                           |
| Casa al carrer de Fontanella, 16                              | BCIL 2004       | Eclecticisme XIX-XX                                                   | Olot C. Fontanella                                                 | 42° 10′ 47″ N, 2° 29′ 24″ E / 42.179849°N,2.490085°E | IPA-10196     | Casa carrer Fontanella, 16 (Olot) · Vegeu més fotos d'aquest monument · Carregueu una nova foto d'aquest monument                              |
| Casa carrer Fontanella, 17                                    |                 | Eclecticisme XX                                                       | Olot C. Fontanella, 17                                             | 42° 10′ 47″ N, 2° 29′ 25″ E / 42.179758°N,2.490255°E | IPA-10197     | Casa carrer Fontanella, 17 (Olot) · Vegeu més fotos d'aquest monument · Carregueu una nova foto d'aquest monument                              |
| Can Lloses-Escobòs                                            | BCIL 2003       | Eclecticisme XIX-XX                                                   | Olot C. Fontanella, 20                                             | 42° 10′ 47″ N, 2° 29′ 25″ E / 42.179645°N,2.490156°E | IPA-10198     | Can Lloses-Escobòs (Olot) · Vegeu més fotos d'aquest monument · Carregueu una nova foto d'aquest monument                                      |
| Plaça del Mig, nucli antic                                    |                 | Darreres tendències XX                                                | Olot Pl. del Mig                                                   | 42° 10′ 54″ N, 2° 29′ 17″ E / 42.181676°N,2.488181°E | IPA-10199     | Plaça del Mig (Olot) · Vegeu més fotos d'aquest monument · Carregueu una nova foto d'aquest monument                                           |
| Edifici dels Cafès Callís                                     |                 | Noucentisme XX                                                        | Olot C. Pare Antoni Soler                                          | 42° 11′ 01″ N, 2° 29′ 34″ E / 42.183556°N,2.492840°E | IPA-10201     | Edifici dels Cafès Callís (Olot) · Vegeu més fotos d'aquest monument · Carregueu una nova foto d'aquest monument                               |
| Casa de Can Nolasc Sacrest                                    | BCIL 2004       | Modernisme XIX                                                        | Olot C. Pare Antoni Soler, 9                                       | 42° 11′ 02″ N, 2° 29′ 34″ E / 42.183881°N,2.492892°E | IPA-10203     | Casa de Can Nolasc Sacrest (Olot) · Vegeu més fotos d'aquest monument · Carregueu una nova foto d'aquest monument                              |
| Can Pons i Tusquets                                           | BCIL 2004       | Noucentisme Albert Blasco i Ochoa XX (1916)                           | Olot Pg. de Barcelona, 13                                          | 42° 10′ 41″ N, 2° 29′ 02″ E / 42.178065°N,2.483794°E | IPA-10205     | Can Pons i Tusquets (Olot) · Vegeu més fotos d'aquest monument · Carregueu una nova foto d'aquest monument                                     |
| Casa al passeig de Barcelona, 3                               |                 | Eclecticisme XIX                                                      | Olot Pg. de Barcelona, 3                                           | 42° 10′ 43″ N, 2° 29′ 04″ E / 42.178691°N,2.484403°E | IPA-10207     | Casa al passeig de Barcelona, 3 (Olot) · Vegeu més fotos d'aquest monument · Carregueu una nova foto d'aquest monument                         |
| Casa Torre Malagrida                                          | BCIL 2004       | Noucentisme, eclecticisme XX                                          | Olot Pg. de Barcelona, 15                                          | 42° 10′ 39″ N, 2° 29′ 00″ E / 42.177370°N,2.483433°E | IPA-10209     | Casa Torre Malagrida (Olot) · Vegeu més fotos d'aquest monument · Carregueu una nova foto d'aquest monument                                    |
| Ca l'Aubert                                                   |                 | Noucentisme XX                                                        | Olot C. Panyó, 3                                                   | 42° 10′ 49″ N, 2° 29′ 10″ E / 42.180207°N,2.486025°E | IPA-10213     | Ca l'Aubert (Olot) · Vegeu més fotos d'aquest monument · Carregueu una nova foto d'aquest monument                                             |
| Ca l'Aubert II                                                |                 | Noucentisme XX                                                        | Olot C. Panyó, 5                                                   | 42° 10′ 48″ N, 2° 29′ 10″ E / 42.180118°N,2.486214°E | IPA-10214     | Ca l'Aubert II (Olot) · Vegeu més fotos d'aquest monument · Carregueu una nova foto d'aquest monument                                          |
| Casa al carrer Panyó, 7                                       |                 | Noucentisme XX                                                        | Olot C. Panyó, 7                                                   | 42° 10′ 48″ N, 2° 29′ 11″ E / 42.179968°N,2.486403°E | IPA-10215     | Casa al carrer Panyó, 7 (Olot) · Vegeu més fotos d'aquest monument · Carregueu una nova foto d'aquest monument                                 |
| Casa Corcó                                                    | BCIL 2004       | Art Déco XX                                                           | Olot C. Sant Esteve, 13                                            | 42° 10′ 55″ N, 2° 29′ 20″ E / 42.182022°N,2.488765°E | IPA-10218     | Casa Corcó (Olot) · Vegeu més fotos d'aquest monument · Carregueu una nova foto d'aquest monument                                              |
| Can Bolós                                                     | BCIL 2004       | Obra popular XVII-XVIII, XIX                                          | Olot C. Major, 20                                                  | 42° 10′ 58″ N, 2° 29′ 28″ E / 42.182747°N,2.490988°E | IPA-10220     | Can Bolós (Olot) · Vegeu més fotos d'aquest monument · Carregueu una nova foto d'aquest monument                                               |
| Casa Agustí, o Can Manxa                                      | BCIL 2004       | Modernisme XX                                                         | Olot C. Major, 27                                                  | 42° 10′ 58″ N, 2° 29′ 28″ E / 42.182858°N,2.491135°E | IPA-10222     | Casa Agustí (Olot) · Vegeu més fotos d'aquest monument · Carregueu una nova foto d'aquest monument                                             |
| Casa a la plaça Major i carrer Ferrerons                      |                 | Eclecticisme XIX Final                                                | Olot Pl. Major - c. Ferrerons                                      | 42° 10′ 57″ N, 2° 29′ 24″ E / 42.182461°N,2.490033°E | IPA-10223     | Casa a la plaça Major i carrer Ferrerons (Olot) · Vegeu més fotos d'aquest monument · Carregueu una nova foto d'aquest monument                |
| Casa a la plaça Major, 3                                      |                 | Eclecticisme XIX                                                      | Olot Pl. Major, 3                                                  | 42° 10′ 57″ N, 2° 29′ 22″ E / 42.182528°N,2.489427°E | IPA-10225     | Casa a la plaça Major, 3 (Olot) · Vegeu més fotos d'aquest monument · Carregueu una nova foto d'aquest monument                                |
| Casa Pujador                                                  | BCIL 2004       | Modernisme, historicisme Josep Azemar i Pont XX (1911)                | Olot Pl. del Conill - c. del Carme, 1-5 - c. Verge del Portal, 2-4 | 42° 10′ 58″ N, 2° 29′ 29″ E / 42.182910°N,2.491392°E | IPA-10226     | Casa Pujador (Olot) · Vegeu més fotos d'aquest monument · Carregueu una nova foto d'aquest monument                                            |
| Casa a la plaça Rector Ferrer, 3                              |                 | Eclecticisme XIX                                                      | Olot Pl. Rector Ferrer, 3                                          | 42° 10′ 56″ N, 2° 29′ 16″ E / 42.182170°N,2.487871°E | IPA-10228     | Casa a la plaça Rector Ferrer, 3 (Olot) · Vegeu més fotos d'aquest monument · Carregueu una nova foto d'aquest monument                        |
| Casa a la plaça Rector Ferrer i passeig d'en Blay             |                 | Eclecticisme XIX Final                                                | Olot Pl. Rector Ferrer, 7                                          | 42° 10′ 56″ N, 2° 29′ 17″ E / 42.182331°N,2.487972°E | IPA-10229     | Casa a la plaça Rector Ferrer i passeig d'en Blay (Olot) · Vegeu més fotos d'aquest monument · Carregueu una nova foto d'aquest monument       |
| Casa Gaietà Vila, els Dracs                                   | BCIL 2004       | Modernisme Alfred Paluzie i Lucena XX (1905)                          | Olot Pl. del Rector Ferrer, 8 - pg. d'en Blay, 60                  | 42° 10′ 57″ N, 2° 29′ 17″ E / 42.182416°N,2.487981°E | IPA-10233     | Casa Gaietà Vila (Olot) · Vegeu més fotos d'aquest monument · Carregueu una nova foto d'aquest monument                                        |
| Cinema Ideal Park                                             | BCIL 2004       | Noucentisme XX                                                        | Olot Pl. Clarà                                                     | 42° 10′ 52″ N, 2° 29′ 07″ E / 42.181084°N,2.485243°E | IPA-10235     | Cinema Ideal Park (Olot) · Vegeu més fotos d'aquest monument · Carregueu una nova foto d'aquest monument                                       |
| Ca l'Artigues, o Voltes d'en Capdevila                        | BCIL 2004       | Eclecticisme XIX                                                      | Olot Pl. Clarà, 12 - c. Sant Rafael                                | 42° 10′ 51″ N, 2° 29′ 09″ E / 42.180849°N,2.485820°E | IPA-10236     | Ca l'Artigues (Olot) · Vegeu més fotos d'aquest monument · Carregueu una nova foto d'aquest monument                                           |
| Urbanització plaça Clarà, façanes neoclàssiques               | BCIL 2004       | Neoclassicisme, noucentisme XIX-XX                                    | Olot Pl. Clarà                                                     | 42° 10′ 50″ N, 2° 29′ 06″ E / 42.180499°N,2.485066°E | IPA-10237     | Urbanització plaça Clarà (Olot) · Vegeu més fotos d'aquest monument · Carregueu una nova foto d'aquest monument                                |
| Escoles Escolàpies                                            | BCIL 2004       | Historicisme XIX-XX                                                   | Olot Pl. Clarà                                                     | 42° 10′ 51″ N, 2° 29′ 04″ E / 42.180829°N,2.484361°E | IPA-10238     | Escoles Escolapies (Olot) · Vegeu més fotos d'aquest monument · Carregueu una nova foto d'aquest monument                                      |
| Edifici Ramon Fortet                                          |                 | Darreres tendències XX                                                | Olot Pl. Clarà - pg. Barcelona                                     | 42° 10′ 47″ N, 2° 29′ 05″ E / 42.179854°N,2.484835°E | IPA-10239     | Edifici Ramon Fortet (Olot) · Vegeu més fotos d'aquest monument · Carregueu una nova foto d'aquest monument                                    |
| Habitatge als carrers Mulleres i Fontanella                   | BCIL 2004       | Obra popular XIX                                                      | Olot C. Mulleres - c. Fontanella                                   | 42° 10′ 51″ N, 2° 29′ 23″ E / 42.180853°N,2.489653°E | IPA-10240     | Habitatge als carrers Mulleres i Fontanella (Olot) · Vegeu més fotos d'aquest monument · Carregueu una nova foto d'aquest monument             |
| Antiga presó d'Olot                                           |                 | Eclecticisme XIX                                                      | Olot C. Mulleres                                                   | 42° 10′ 51″ N, 2° 29′ 22″ E / 42.180793°N,2.489332°E | IPA-10241     | Antiga presó d'Olot · Vegeu més fotos d'aquest monument · Carregueu una nova foto d'aquest monument                                            |
| Habitatge al carrer Mulleres, 4                               | BCIL 2004       | Eclecticisme XIX                                                      | Olot C. Mulleres, 4                                                | 42° 10′ 50″ N, 2° 29′ 11″ E / 42.180518°N,2.486326°E | IPA-10242     | Habitatge al carrer Mulleres, 4 (Olot) · Vegeu més fotos d'aquest monument · Carregueu una nova foto d'aquest monument                         |
| Habitatge al carrer Mulleres, 12                              | BCIL 2004       | Obra popular XIX                                                      | Olot C. Mulleres                                                   | 42° 10′ 50″ N, 2° 29′ 13″ E / 42.180566°N,2.486816°E | IPA-10243     | Habitatge al carrer Mulleres, 12 (Olot) · Vegeu més fotos d'aquest monument · Carregueu una nova foto d'aquest monument                        |
| Habitatge al carrer Mulleres, 24                              | BCIL 2004       | Eclecticisme XIX                                                      | Olot C. Mulleres                                                   | 42° 10′ 50″ N, 2° 29′ 15″ E / 42.180616°N,2.487499°E | IPA-10245     | Habitatge al carrer Mulleres, 24 (Olot) · Vegeu més fotos d'aquest monument · Carregueu una nova foto d'aquest monument                        |
| Casa al carrer Mulleres, 32                                   | BCIL 2004       | Noucentisme XIX                                                       | Olot C. Mulleres, 32                                               | 42° 10′ 50″ N, 2° 29′ 16″ E / 42.180667°N,2.487902°E | IPA-10246     | Casa al carrer Mulleres, 32 (Olot) · Vegeu més fotos d'aquest monument · Carregueu una nova foto d'aquest monument                             |
| Habitatge al carrer Mulleres, 34                              | BCIL 2004       | Eclecticisme XIX                                                      | Olot C. Mulleres, 34                                               | 42° 10′ 50″ N, 2° 29′ 17″ E / 42.180666°N,2.488156°E | IPA-10247     | Habitatge al carrer Mulleres, 34 (Olot) · Vegeu més fotos d'aquest monument · Carregueu una nova foto d'aquest monument                        |
| Habitatge al carrer Mulleres, 36                              | BCIL 2004       | Neoclassicisme XIX                                                    | Olot C. Mulleres                                                   | 42° 10′ 50″ N, 2° 29′ 18″ E / 42.180680°N,2.488274°E | IPA-10248     | Habitatge al carrer Mulleres, 36 (Olot) · Vegeu més fotos d'aquest monument · Carregueu una nova foto d'aquest monument                        |
| Habitatge al carrer Mulleres, 40                              | BCIL 2004       | Eclecticisme XIX                                                      | Olot C. Mulleres, 40                                               | 42° 10′ 50″ N, 2° 29′ 19″ E / 42.180686°N,2.488504°E | IPA-10249     | Habitatge al carrer Mulleres, 40 (Olot) · Vegeu més fotos d'aquest monument · Carregueu una nova foto d'aquest monument                        |
| Can Trinxeria                                                 | BCIL 2004       | Barroc XVII-XVIII                                                     | Olot C. Sant Esteve, 29                                            | 42° 10′ 55″ N, 2° 29′ 17″ E / 42.181972°N,2.487943°E | IPA-10253     | Can Trinxeria (Olot) · Vegeu més fotos d'aquest monument · Carregueu una nova foto d'aquest monument                                           |
| Església de la Mare de Déu del Tura                           | BCIL 2004       | Barroc XV-XVI, XVII-XVIII, XIX                                        | Olot C. del Tura - c. Valls Nous - c. Proa                         | 42° 10′ 56″ N, 2° 29′ 29″ E / 42.182289°N,2.491391°E | IPA-10254     | Església de la Mare de Déu del Tura (Olot) · Vegeu més fotos d'aquest monument · Carregueu una nova foto d'aquest monument                     |
| Can Batlló                                                    |                 | Eclecticisme XIX                                                      | Olot C. Sant Rafael - pl. Clarà - c. Mulleres                      | 42° 10′ 51″ N, 2° 29′ 10″ E / 42.180802°N,2.486142°E | IPA-10261     | Can Batlló (Olot) · Vegeu més fotos d'aquest monument · Carregueu una nova foto d'aquest monument                                              |
| Església de la Casa Batlló                                    | BCIL 2004       | Historicisme XIX                                                      | Olot C. Sant Rafael                                                | 42° 10′ 51″ N, 2° 29′ 11″ E / 42.180915°N,2.486280°E | IPA-10262     | Església de la Casa Batlló (Olot) · Vegeu més fotos d'aquest monument · Carregueu una nova foto d'aquest monument                              |
| Can Sibidí                                                    | BCIL 2004       | Modernisme XX                                                         | Olot C. Sant Rafael, 3                                             | 42° 10′ 54″ N, 2° 29′ 15″ E / 42.181621°N,2.487406°E | IPA-10263     | Can Sibidí (Olot) · Vegeu més fotos d'aquest monument · Carregueu una nova foto d'aquest monument                                              |
| Can Carbasseres                                               |                 | Eclecticisme XX                                                       | Olot C. Sant Rafael, 7                                             | 42° 10′ 54″ N, 2° 29′ 15″ E / 42.181765°N,2.487557°E | IPA-10264     | Can Carbasseres (Olot) · Vegeu més fotos d'aquest monument · Carregueu una nova foto d'aquest monument                                         |
| Edifici de Can Vayreda                                        |                 | Eclecticisme XIX                                                      | Olot C. Sant Rafael, 28                                            | 42° 10′ 53″ N, 2° 29′ 12″ E / 42.181424°N,2.486803°E | IPA-10265     | Edifici de Can Vayreda (Olot) · Vegeu més fotos d'aquest monument · Carregueu una nova foto d'aquest monument                                  |
| Casa Gassiot, antiga Casa Correus                             | BCIL 2004       | Modernisme Alfred Paluzie i Lucena XX (1911)                          | Olot C. Sant Rafael, 22 - c. Dolors, 1                             | 42° 10′ 54″ N, 2° 29′ 14″ E / 42.181583°N,2.487107°E | IPA-10267     | Casa Gassiot (Olot) · Vegeu més fotos d'aquest monument · Carregueu una nova foto d'aquest monument                                            |
| Hospital de Sant Jaume                                        | BCIL 2004       | Renaixement XVI-XVII                                                  | Olot C. Sant Rafael, 21                                            | 42° 10′ 53″ N, 2° 29′ 14″ E / 42.181349°N,2.487094°E | IPA-10268     | Hospital de Sant Jaume (Olot) · Vegeu més fotos d'aquest monument · Carregueu una nova foto d'aquest monument                                  |
| Habitatge al carrer Sant Rafael, 8                            |                 | Eclecticisme XIX                                                      | Olot C. Sant Rafael, 8                                             | 42° 10′ 55″ N, 2° 29′ 15″ E / 42.181946°N,2.487549°E | IPA-10269     | Habitatge al carrer Sant Rafael, 8 (Olot) · Vegeu més fotos d'aquest monument · Carregueu una nova foto d'aquest monument                      |
| Habitatge a l'avinguda Navarra, 10                            |                 | Noucentisme XX                                                        | Olot Av. Navarra, 10 - av. Castella, 2                             | 42° 10′ 35″ N, 2° 29′ 17″ E / 42.176283°N,2.488194°E | IPA-10276     | Habitatge a l'avinguda Navarra, 10 (Olot) · Vegeu més fotos d'aquest monument · Carregueu una nova foto d'aquest monument                      |
| Habitatge al carrer d'Estires, 12-23-24                       | BCIL 2004       | Obra popular XVIII                                                    | Olot C. d'Estires, 12-23-24                                        | 42° 11′ 06″ N, 2° 29′ 20″ E / 42.184910°N,2.488754°E | IPA-10279     | Habitatge al carrer d'Estires, 12-23-24 (Olot) · Vegeu més fotos d'aquest monument · Carregueu una nova foto d'aquest monument                 |
| Can Mas                                                       |                 | Eclecticisme XIX                                                      | Olot C. Bisbe Lorenzana, 7                                         | 42° 10′ 52″ N, 2° 29′ 25″ E / 42.181192°N,2.490183°E | IPA-10283     | Can Mas (Olot) · Vegeu més fotos d'aquest monument · Carregueu una nova foto d'aquest monument                                                 |
| L'Auto-Record                                                 | BCIL 2004       | Obra popular XIX                                                      | Olot C. Bisbe Lorenzana, 14                                        | 42° 10′ 52″ N, 2° 29′ 25″ E / 42.181017°N,2.490408°E | IPA-10284     | L'Auto-Record (Olot) · Vegeu més fotos d'aquest monument · Carregueu una nova foto d'aquest monument                                           |
| Ca l'Artigues                                                 | BCIL 2004       | Eclecticisme XIX-XX                                                   | Olot Av. Onze de Setembre, 2                                       | 42° 10′ 54″ N, 2° 29′ 33″ E / 42.181542°N,2.492535°E | IPA-10287     | Ca l'Artigues (Olot) · Vegeu més fotos d'aquest monument · Carregueu una nova foto d'aquest monument                                           |
| Habitatge a l'avinguda Onze de Setembre, 8                    |                 | Eclecticisme XIX                                                      | Olot Av. Onze de Setembre, 8 - C. Santa Magdalena                  | 42° 10′ 55″ N, 2° 29′ 34″ E / 42.181973°N,2.492846°E | IPA-10288     | Carregueu una nova foto d'aquest monument |
| Habitatge a l'avinguda Onze de Setembre, 16                   | BCIL 2004       | Obra popular XVIII                                                    | Olot Av. Onze de Setembre, 16                                      | 42° 10′ 57″ N, 2° 29′ 35″ E / 42.182466°N,2.493152°E | IPA-10289     | Habitatge a l'avinguda Onze de Setembre, 16 (Olot) · Vegeu més fotos d'aquest monument · Carregueu una nova foto d'aquest monument             |
| Can Grau                                                      | BCIL 2004       | Obra popular XVII                                                     | Olot Av. Onze de Setembre, 22                                      | 42° 10′ 58″ N, 2° 29′ 36″ E / 42.182647°N,2.493295°E | IPA-10290     | Can Grau (Olot) · Vegeu més fotos d'aquest monument · Carregueu una nova foto d'aquest monument                                                |
| Casa a l'avinguda Onze de Setembre, 25                        |                 | Obra popular XIX                                                      | Olot Av. Onze de Setembre, 25                                      | 42° 10′ 59″ N, 2° 29′ 36″ E / 42.182923°N,2.493293°E | IPA-10291     | Casa a l'avinguda Onze de Setembre, 25 (Olot) · Vegeu més fotos d'aquest monument · Carregueu una nova foto d'aquest monument                  |
| Habitatge a l'avinguda Onze de Setembre, 27                   |                 | Eclecticisme XIX                                                      | Olot Av. Onze de Setembre, 27                                      | 42° 10′ 59″ N, 2° 29′ 36″ E / 42.182975°N,2.493338°E | IPA-10292     | Habitatge a l'avinguda Onze de Setembre, 27 (Olot) · Vegeu més fotos d'aquest monument · Carregueu una nova foto d'aquest monument             |
| Casa Pagès                                                    |                 | Noucentisme XX                                                        | Olot C. Francesc Montsalvatge, 9-11-13                             | 42° 11′ 02″ N, 2° 29′ 01″ E / 42.183895°N,2.483489°E | IPA-10294     | Casa Pagès (Olot) · Vegeu més fotos d'aquest monument · Carregueu una nova foto d'aquest monument                                              |
| Habitatge al carrer Montsalvatge, 21                          |                 | Noucentisme XX                                                        | Olot C. Francesc Montsalvaltge, 21                                 | 42° 11′ 01″ N, 2° 29′ 00″ E / 42.183508°N,2.483437°E | IPA-10295     | Habitatge al carrer Montsalvatge, 21 (Olot) · Vegeu més fotos d'aquest monument · Carregueu una nova foto d'aquest monument                    |
| Habitatge carrer Montsalvatge, 22                             |                 | Noucentisme XX Inici                                                  | Olot C. Francesc Montsalvatge, 22 - c. Bisbe Guillamet             | 42° 10′ 59″ N, 2° 28′ 59″ E / 42.182917°N,2.483170°E | IPA-10296     | Habitatge carrer Montsalvatge, 22 (Olot) · Vegeu més fotos d'aquest monument · Carregueu una nova foto d'aquest monument                       |
| Habitatge al carrer Montsalvatge, 24                          |                 | Obra popular XX                                                       | Olot C. Francesc Montsalvatge, 24                                  | 42° 10′ 57″ N, 2° 28′ 59″ E / 42.182606°N,2.483166°E | IPA-10297     | Habitatge al carrer Montsalvatge, 24 (Olot) · Vegeu més fotos d'aquest monument · Carregueu una nova foto d'aquest monument                    |
| Habitatge al carrer Montsalvatge, 30                          |                 | Eclecticisme XX                                                       | Olot C. Francesc Montsalvatge, 30                                  | 42° 10′ 56″ N, 2° 28′ 59″ E / 42.182331°N,2.483156°E | IPA-10298     | Habitatge al carrer Montsalvatge, 30 (Olot) · Vegeu més fotos d'aquest monument · Carregueu una nova foto d'aquest monument                    |
| Habitatge al carrer Montsalvatge, 32                          |                 | Eclecticisme XX                                                       | Olot C. Francesc Montsalvatge, 32                                  | 42° 10′ 56″ N, 2° 28′ 59″ E / 42.182291°N,2.483139°E | IPA-10299     | Habitatge al carrer Montsalvatge, 32 (Olot) · Vegeu més fotos d'aquest monument · Carregueu una nova foto d'aquest monument                    |
| Can Pagès                                                     |                 | Noucentisme XX                                                        | Olot Av. València                                                  | 42° 10′ 37″ N, 2° 29′ 04″ E / 42.176888°N,2.484436°E | IPA-10300     | Carregueu una nova foto d'aquest monument |
| Casa Casadellà                                                |                 | Noucentisme XX                                                        | Olot Av. València                                                  | 42° 10′ 39″ N, 2° 29′ 03″ E / 42.177455°N,2.484250°E | IPA-10301     | Casa Casadellà (Olot) · Vegeu més fotos d'aquest monument · Carregueu una nova foto d'aquest monument                                          |
| Can Serra Puigdemont                                          |                 | Monumentalisme academicista XX                                        | Olot Av. València                                                  | 42° 10′ 39″ N, 2° 29′ 07″ E / 42.177392°N,2.485316°E | IPA-10302     | Can Serra Puigdemont (Olot) · Vegeu més fotos d'aquest monument · Carregueu una nova foto d'aquest monument                                    |
| Can Simon                                                     |                 | Noucentisme XX                                                        | Olot Av. Batlló                                                    | 42° 10′ 40″ N, 2° 29′ 09″ E / 42.177862°N,2.485796°E | IPA-10304     | Can Simon (Olot) · Vegeu més fotos d'aquest monument · Carregueu una nova foto d'aquest monument                                               |
| Habitatge al carrer del Roser, 22                             | BCIL 2004       | Obra popular XVIII                                                    | Olot C. del Roser, 22                                              | 42° 11′ 05″ N, 2° 29′ 07″ E / 42.184809°N,2.485389°E | IPA-10306     | Carregueu una nova foto d'aquest monument |
| Habitatge al carrer del Roser, 13                             |                 | Eclecticisme XX                                                       | Olot C. del Roser, 13                                              | 42° 11′ 02″ N, 2° 29′ 07″ E / 42.183962°N,2.485317°E | IPA-10307     | Habitatge al carrer del Roser, 13 (Olot) · Vegeu més fotos d'aquest monument · Carregueu una nova foto d'aquest monument                       |
| Grup Escolar Malagrida                                        | BCIL 2004       | Noucentisme Josep Goday XX (1927)                                     | Olot Av. Corts Catalanes, 28-30                                    | 42° 10′ 38″ N, 2° 29′ 15″ E / 42.177222°N,2.4875°E   | IPA-10308     | Grup Escolar Malagrida (Olot) · Vegeu més fotos d'aquest monument · Carregueu una nova foto d'aquest monument                                  |
| Cementiri d'Olot: Galeria de Santa Sabina                     | BCIL 2004       | Eclecticisme XIX                                                      | Olot Sota el volcà Montsacopa                                      | 42° 11′ 09″ N, 2° 29′ 11″ E / 42.185715°N,2.486508°E | IPA-10311     | Cementiri d'Olot: Galeria de Santa Sabina (Olot) · Vegeu més fotos d'aquest monument · Carregueu una nova foto d'aquest monument               |
| Torre de la Riba, o Can Burch                                 | BCIL 2004       | Noucentisme XX                                                        | Olot Av. de la Raça - av. Anselm Clavé                             | 42° 10′ 42″ N, 2° 29′ 12″ E / 42.178395°N,2.486600°E | IPA-10322     | Torre de la Riba (Olot) · Vegeu més fotos d'aquest monument · Carregueu una nova foto d'aquest monument                                        |
| Can Perandones, o Casa Torre Farjas                           | BCIL 2004       | Noucentisme XX                                                        | Olot Av. Anselm Clavé, 1                                           | 42° 10′ 42″ N, 2° 29′ 15″ E / 42.178428°N,2.487375°E | IPA-10323     | Can Perandones (Olot) · Vegeu més fotos d'aquest monument · Carregueu una nova foto d'aquest monument                                          |
| Casa Serra, o Casa dels Nassos                                | BCIL 2004       | Racionalisme XX                                                       | Olot C. Onze de Setembre, 13 - c. Proa                             | 42° 10′ 57″ N, 2° 29′ 35″ E / 42.182537°N,2.492972°E | IPA-10325     | Carregueu una nova foto d'aquest monument |
| Ca l'Argense                                                  | BCIL 2004       | Racionalisme XX                                                       | Olot C. Hospici, 1-3                                               | 42° 10′ 54″ N, 2° 29′ 23″ E / 42.181680°N,2.489589°E | IPA-10326     | Ca l'Argense (Olot) · Vegeu més fotos d'aquest monument · Carregueu una nova foto d'aquest monument                                            |
| Can Jaurès                                                    |                 | Obra popular XX                                                       | Olot C. Amargura, 1                                                | 42° 10′ 56″ N, 2° 29′ 16″ E / 42.182172°N,2.487738°E | IPA-10327     | Can Jaurès (Olot) · Vegeu més fotos d'aquest monument · Carregueu una nova foto d'aquest monument                                              |
| Can Gabriel, Font del Conill                                  |                 | Obra popular XVII                                                     | Olot Pl. del Conill                                                | 42° 10′ 58″ N, 2° 29′ 29″ E / 42.182841°N,2.491511°E | IPA-10328     | Can Gabriel (Olot) · Vegeu més fotos d'aquest monument · Carregueu una nova foto d'aquest monument                                             |
| Cases al carrer Sant Tomàs, 6-7                               |                 | Eclecticisme                                                          | Olot C. Sant Tomàs, 6-7 i 3                                        | 42° 10′ 55″ N, 2° 29′ 20″ E / 42.181961°N,2.488999°E | IPA-10333     | Cases al carrer Sant Tomàs, 6-7 (Olot) · Vegeu més fotos d'aquest monument · Carregueu una nova foto d'aquest monument                         |
| Can Ferrés                                                    |                 | Eclecticisme                                                          | Olot Pl. Móra, 6                                                   | 42° 10′ 55″ N, 2° 29′ 22″ E / 42.181958°N,2.489362°E | IPA-10334     | Can Ferrés (Olot) · Vegeu més fotos d'aquest monument · Carregueu una nova foto d'aquest monument                                              |
| Fàbrica de Can Sacrest                                        |                 | Obra popular XVIII                                                    | Olot Rda. Sant Bernat                                              | 42° 11′ 04″ N, 2° 29′ 34″ E / 42.184509°N,2.492842°E | IPA-10335     | Fàbrica de Can Sacrest (Olot) · Vegeu més fotos d'aquest monument · Carregueu una nova foto d'aquest monument                                  |
| Capella de Santa Magdalena                                    | BCIL 2004       | Obra popular XVIII-XX                                                 | Olot Pl. de Santa Magdalena                                        | 42° 10′ 55″ N, 2° 29′ 35″ E / 42.182047°N,2.493188°E | IPA-10354     | Capella de Santa Magdalena (Olot) · Vegeu més fotos d'aquest monument · Carregueu una nova foto d'aquest monument                              |
| Capella del Sagrat Cor de Maria                               | BCIL 2004       | Eclecticisme XIX                                                      | Olot C. Esglaiers, 1                                               | 42° 10′ 58″ N, 2° 29′ 19″ E / 42.182914°N,2.488616°E | IPA-10355     | Capella del Sagrat Cor de Maria (Olot) · Vegeu més fotos d'aquest monument · Carregueu una nova foto d'aquest monument                         |
| Capella de Sant Ferriol                                       | BCIL 2004       | Historicisme XX                                                       | Olot C. Sant Ferriol                                               | 42° 10′ 53″ N, 2° 29′ 07″ E / 42.181283°N,2.485360°E | IPA-10356     | Capella de Sant Ferriol (Olot) · Vegeu més fotos d'aquest monument · Carregueu una nova foto d'aquest monument                                 |
| Capella de Sant Bernat                                        | BCIL 2004       | Obra popular XIX                                                      | Olot C. de Sant Bernat                                             | 42° 11′ 06″ N, 2° 29′ 33″ E / 42.185092°N,2.492371°E | IPA-10357     | Capella de Sant Bernat (Olot) · Vegeu més fotos d'aquest monument · Carregueu una nova foto d'aquest monument                                  |
| Capella de la Verge del Portal                                | BCIL 2004       | Obra popular XIX                                                      | Olot C. Verge del Portal                                           | 42° 11′ 01″ N, 2° 29′ 26″ E / 42.183738°N,2.490617°E | IPA-10358     | Capella de la Verge del Portal (Olot) · Vegeu més fotos d'aquest monument · Carregueu una nova foto d'aquest monument                          |
| Perfumeria Can Massias                                        | BCIL 2004       | Art Déco XX                                                           | Olot C. de Sant Esteve, 4 - c. Presó Vella                         | 42° 10′ 56″ N, 2° 29′ 22″ E / 42.182276°N,2.489312°E | IPA-10217     | Perfumeria Can Massias (Olot) · Vegeu més fotos d'aquest monument · Carregueu una nova foto d'aquest monument                                  |
| Casa de la Vila                                               | BCIL 2004       | Neoclassicisme XVI-XVII, XVIII-XIX                                    | Olot C. Sant Esteve - c. Fontfreda                                 | 42° 10′ 56″ N, 2° 29′ 21″ E / 42.182153°N,2.489197°E | IPA-10360     | Casa de la Vila (Olot) · Vegeu més fotos d'aquest monument · Carregueu una nova foto d'aquest monument                                         |
| Edifici antiga Cooperació                                     | BCIL 2004       | Obra popular                                                          | Olot Pl. de Santa Magdalena, 2                                     | 42° 10′ 56″ N, 2° 29′ 36″ E / 42.182100°N,2.493363°E | IPA-10384     | Edifici antiga Cooperació (Olot) · Vegeu més fotos d'aquest monument · Carregueu una nova foto d'aquest monument                               |
| Fàbrica Descals i Garatge Sacrest                             | BCIL 2004       | Noucentisme Joan Roca i Pinet XX (1917)                               | Olot C. Bisbe Vilanova, 3-5                                        | 42° 10′ 46″ N, 2° 29′ 09″ E / 42.179536°N,2.485913°E | IPA-10386     | Fàbrica Descals i Garatge Sacrest (Olot) · Vegeu més fotos d'aquest monument · Carregueu una nova foto d'aquest monument                       |
| Habitatge al carrer Bisbe Vilanova, 7                         |                 | Obra popular XX                                                       | Olot C. Bisbe Vilanova, 7                                          | 42° 10′ 46″ N, 2° 29′ 10″ E / 42.179409°N,2.486226°E | IPA-10387     | Habitatge al carrer Bisbe Vilanova, 7 (Olot) · Vegeu més fotos d'aquest monument · Carregueu una nova foto d'aquest monument                   |
| Habitatge al carrer Bisbe Vilanova, 13                        |                 | Obra popular XX                                                       | Olot C. Bisbe Vilanova, 13                                         | 42° 10′ 45″ N, 2° 29′ 13″ E / 42.179061°N,2.486964°E | IPA-10389     | Habitatge al carrer Bisbe Vilanova, 13 (Olot) · Vegeu més fotos d'aquest monument · Carregueu una nova foto d'aquest monument                  |
| Habitatge al carrer Bisbe Vilanova, 16                        | BCIL 2004       | Eclecticisme, obra popular XX                                         | Olot C. Bisbe Vilanova, 16                                         | 42° 10′ 45″ N, 2° 29′ 11″ E / 42.179111°N,2.486525°E | IPA-10391     | Habitatge al carrer Bisbe Vilanova, 16 (Olot) · Vegeu més fotos d'aquest monument · Carregueu una nova foto d'aquest monument                  |
| Habitatge al carrer Bisbe Vilanova, 20                        | BCIL 2004       | Eclecticisme XX                                                       | Olot C. Bisbe Vilanova, 20                                         | 42° 10′ 45″ N, 2° 29′ 12″ E / 42.179046°N,2.486673°E | IPA-10392     | Habitatge al carrer Bisbe Vilanova, 20 (Olot) · Vegeu més fotos d'aquest monument · Carregueu una nova foto d'aquest monument                  |
| Habitatge al carrer Bisbe Vilanova, 22                        | BCIL 2004       | Eclecticisme XX                                                       | Olot C. Bisbe Vilanova, 22                                         | 42° 10′ 44″ N, 2° 29′ 12″ E / 42.178999°N,2.486740°E | IPA-10393     | Habitatge al carrer Bisbe Vilanova, 22 (Olot) · Vegeu més fotos d'aquest monument · Carregueu una nova foto d'aquest monument                  |
| Casa Griñó                                                    |                 | Noucentisme XX                                                        | Olot C. Bisbe Vilanova, 24                                         | 42° 10′ 44″ N, 2° 29′ 13″ E / 42.178946°N,2.486859°E | IPA-10394     | Casa Griñó (Olot) · Vegeu més fotos d'aquest monument · Carregueu una nova foto d'aquest monument                                              |
| Habitatge al carrer Vilanova i carrer Paluzie                 | BCIL 2004       | Modernisme XX                                                         | Olot C. Vilanova - c. Paluzie                                      | 42° 10′ 46″ N, 2° 29′ 11″ E / 42.179349°N,2.486474°E | IPA-10395     | Habitatge al carrer Vilanova i carrer Paluzie (Olot) · Vegeu més fotos d'aquest monument · Carregueu una nova foto d'aquest monument           |
| Casa Burch                                                    | BCIL 2004       | Obra popular XIX-XX                                                   | Olot C. Bisbe Vilanova - c. Anselm Clavé                           | 42° 10′ 44″ N, 2° 29′ 16″ E / 42.178751°N,2.487666°E | IPA-10396     | Casa Burch (Olot) · Vegeu més fotos d'aquest monument · Carregueu una nova foto d'aquest monument                                              |
| Can Malagrida Pobre                                           |                 | Eclecticisme XX                                                       | Olot C. Bisbe Vilanova, 28                                         | 42° 10′ 42″ N, 2° 29′ 16″ E / 42.178426°N,2.487886°E | IPA-10397     | Can Malagrida Pobre (Olot) · Vegeu més fotos d'aquest monument · Carregueu una nova foto d'aquest monument                                     |
| Habitatge a l'avinguda Paluzie, 3                             |                 | Obra popular XX                                                       | Olot Av. Paluzie, 3                                                | 42° 10′ 44″ N, 2° 29′ 10″ E / 42.178818°N,2.485982°E | IPA-10398     | Habitatge a l'avinguda Paluzie, 3 (Olot) · Vegeu més fotos d'aquest monument · Carregueu una nova foto d'aquest monument                       |
| Habitatge al carrer Paluzie, 5                                |                 | Obra popular XX                                                       | Olot C. Paluzie, 5                                                 | 42° 10′ 43″ N, 2° 29′ 09″ E / 42.178728°N,2.485968°E | IPA-10399     | Habitatge al carrer Paluzie, 5 (Olot) · Vegeu més fotos d'aquest monument · Carregueu una nova foto d'aquest monument                          |
| Can Gratacós                                                  | BCIL 2004       | Noucentisme XX                                                        | Olot C. Paluzie, 8                                                 | 42° 10′ 43″ N, 2° 29′ 08″ E / 42.178631°N,2.485484°E | IPA-10400     | Can Gratacós (Olot) · Vegeu més fotos d'aquest monument · Carregueu una nova foto d'aquest monument                                            |
| Casal als carrers Bellaire, Clivillers, Serra i Ginesta       |                 | Eclecticisme                                                          | Olot C. Bellaire - c. Clivillers - c. Serra                        | 42° 10′ 55″ N, 2° 29′ 25″ E / 42.182063°N,2.490182°E | IPA-10402     | Casal als carrers Bellaire, Clivillers, Serra i Ginesta (Olot) · Vegeu més fotos d'aquest monument · Carregueu una nova foto d'aquest monument |
| Casa al carrer Pare Roca, 4                                   |                 | Eclecticisme XIX                                                      | Olot C. Pare Roca, 4                                               | 42° 10′ 53″ N, 2° 29′ 05″ E / 42.181350°N,2.484699°E | IPA-10404     | Casa al carrer Pare Roca, 4 (Olot) · Vegeu més fotos d'aquest monument · Carregueu una nova foto d'aquest monument                             |
| Habitatge al carrer Pare Roca, 5                              |                 | Obra popular XX                                                       | Olot C. Pare Roca, 5                                               | 42° 10′ 54″ N, 2° 29′ 00″ E / 42.181762°N,2.483370°E | IPA-10405     | Habitatge al carrer Pare Roca, 5 (Olot) · Vegeu més fotos d'aquest monument · Carregueu una nova foto d'aquest monument                        |
| Ca l'Hostenc                                                  |                 | Obra popular XX                                                       | Olot Pl. Palau                                                     | 42° 11′ 00″ N, 2° 29′ 36″ E / 42.183466°N,2.493340°E | IPA-10407     | Ca l'Hostenc (Olot) · Vegeu més fotos d'aquest monument · Carregueu una nova foto d'aquest monument                                            |
| Casa al passeig Bisbe Guillamet, 3                            |                 | Obra popular XIX-XX                                                   | Olot Pg. Bisbe Guillamet, 3                                        | 42° 10′ 58″ N, 2° 29′ 07″ E / 42.182701°N,2.485385°E | IPA-10411     | Casa al passeig Bisbe Guillamet, 3 (Olot) · Vegeu més fotos d'aquest monument · Carregueu una nova foto d'aquest monument                      |
| Casa al passeig Bisbe Guillamet, 6                            |                 | Obra popular XX                                                       | Olot Pg. Bisbe Guillamet, 6                                        | 42° 10′ 59″ N, 2° 29′ 06″ E / 42.183105°N,2.484976°E | IPA-10412     | Casa al passeig Bisbe Guillamet, 6 (Olot) · Vegeu més fotos d'aquest monument · Carregueu una nova foto d'aquest monument                      |
| Casa al passeig Bisbe Guillamet, 8                            |                 | Obra popular                                                          | Olot Pg. Bisbe Guillamet, 8                                        | 42° 10′ 59″ N, 2° 29′ 06″ E / 42.183111°N,2.484867°E | IPA-10413     | Casa al passeig Bisbe Guillamet, 8 (Olot) · Vegeu més fotos d'aquest monument · Carregueu una nova foto d'aquest monument                      |
| Casa al passeig Bisbe Guillamet, 28                           |                 | Obra popular XX                                                       | Olot Pg. Bisbe Guillamet, 28 - c. Berga i Boix                     | 42° 11′ 00″ N, 2° 28′ 55″ E / 42.183260°N,2.481992°E | IPA-10414     | Carregueu una nova foto d'aquest monument |
| Antiga fàbrica de Can Joanetes, Manufactures Olot, Ajuntament | BCIL 2004       | Noucentisme 1927-1929                                                 | Olot Pg. Bisbe Guillamet, 10                                       | 42° 11′ 00″ N, 2° 29′ 05″ E / 42.183214°N,2.484631°E | IPA-10415     | Can Joanetes (Olot) · Vegeu més fotos d'aquest monument · Carregueu una nova foto d'aquest monument                                            |
| Torre Sacrest                                                 |                 | Noucentisme                                                           | Olot C. Panyó, 9                                                   | 42° 10′ 48″ N, 2° 29′ 12″ E / 42.180033°N,2.486762°E | IPA-10431     | Torre Sacrest (Olot) · Vegeu més fotos d'aquest monument · Carregueu una nova foto d'aquest monument                                           |
| Torre Sacrest al carrer Bisbe Vilanova, 4                     | BCIL 2004       | Eclecticisme XIX                                                      | Olot C. Bisbe Vilanova, 4                                          | 42° 10′ 46″ N, 2° 29′ 09″ E / 42.179357°N,2.485751°E | IPA-10432     | Torre Sacrest al carrer Bisbe Vilanova, 4 (Olot) · Vegeu més fotos d'aquest monument · Carregueu una nova foto d'aquest monument               |
| Casa de Can Sacrest                                           | BCIL 2004       | Obra popular XIX                                                      | Olot C. Pare Antoni Soler, 11                                      | 42° 11′ 03″ N, 2° 29′ 35″ E / 42.184118°N,2.492984°E | IPA-10433     | Casa de Can Sacrest (Olot) · Vegeu més fotos d'aquest monument · Carregueu una nova foto d'aquest monument                                     |
| Font de l'Hospital                                            |                 | Obra popular XIX                                                      | Olot C. Sant Rafael                                                | 42° 10′ 53″ N, 2° 29′ 13″ E / 42.181479°N,2.487047°E | IPA-10435     | Font de l'Hospital (Olot) · Vegeu més fotos d'aquest monument · Carregueu una nova foto d'aquest monument                                      |
| Font de l'Àngel                                               | BCIL 2004       | Barroc XVII-XVIII                                                     | Olot Pl. Móra                                                      | 42° 10′ 54″ N, 2° 29′ 22″ E / 42.181756°N,2.489449°E | IPA-10440     | Font de l'Àngel (Olot) · Vegeu més fotos d'aquest monument · Carregueu una nova foto d'aquest monument                                         |
| Font del Conill                                               | BCIL 2004       | Barroc XVII-XVIII                                                     | Olot Pl. del Conill                                                | 42° 10′ 58″ N, 2° 29′ 29″ E / 42.182760°N,2.491378°E | IPA-10441     | Font del Conill (Olot) · Vegeu més fotos d'aquest monument · Carregueu una nova foto d'aquest monument                                         |
| Capelleta Verge de la Llet                                    |                 | Barroc XIX                                                            | Olot C. Sant Rafael, 2                                             | 42° 10′ 55″ N, 2° 29′ 16″ E / 42.182054°N,2.487715°E | IPA-10456     | Capelleta Verge de la Llet (Olot) · Vegeu més fotos d'aquest monument · Carregueu una nova foto d'aquest monument                              |
| Casal dels Coch                                               |                 | Obra popular XVIII                                                    | Olot C. Clivillers, 5 - c. Valls Nous                              | 42° 10′ 56″ N, 2° 29′ 29″ E / 42.182138°N,2.491262°E | IPA-10483     | Casal dels Coch (Olot) · Vegeu més fotos d'aquest monument · Carregueu una nova foto d'aquest monument                                         |
| Edifici del Centre Catòlic                                    |                 | Obra popular                                                          | Olot C. Clivillers, 9                                              | 42° 10′ 55″ N, 2° 29′ 27″ E / 42.182041°N,2.490894°E | IPA-10484     | Edifici del Centre Catòlic (Olot) · Vegeu més fotos d'aquest monument · Carregueu una nova foto d'aquest monument                              |
| Casal dels Marquesos de Vallgornera                           | BCIL 2004       | XVIII                                                                 | Olot C. Clivillers, 13                                             | 42° 10′ 55″ N, 2° 29′ 26″ E / 42.181991°N,2.490658°E | IPA-10485     | Casal dels Marquesos de Vallgornera (Olot) · Vegeu més fotos d'aquest monument · Carregueu una nova foto d'aquest monument                     |
| Can Casabona                                                  | BCIL 2004       | XVIII                                                                 | Olot C. Carnisseries, 1 - pl. Major, 7                             | 42° 10′ 58″ N, 2° 29′ 23″ E / 42.182780°N,2.489600°E | IPA-40987     | Can Casabona (Olot) · Vegeu més fotos d'aquest monument · Carregueu una nova foto d'aquest monument                                            |
| Casal dels Fontanella                                         | BCIL 2004       | XVIII                                                                 | Olot C. dels Sastres, 39-40                                        | 42° 11′ 00″ N, 2° 29′ 24″ E / 42.18338°N,2.49011°E   | IPA-40988     | Casal dels Fontanella (Olot) · Carregueu una nova foto d'aquest monument                                                                       |
| Botiga Puig                                                   | BCIL 2004       | Racionalisme, art Déco XX Mitjan                                      | Olot C. Sant Esteve, 1                                             | 42° 10′ 56″ N, 2° 29′ 22″ E / 42.182308°N,2.489538°E | IPA-41057     | Botiga Puig (Olot) · Vegeu més fotos d'aquest monument · Carregueu una nova foto d'aquest monument                                             |
| Botiga Rovira                                                 | BCIL 2004       | Art Déco XX Inici                                                     | Olot C. Sant Esteve, 10                                            | 42° 10′ 56″ N, 2° 29′ 21″ E / 42.18223°N,2.48913°E   | IPA-41058     | Botiga Rovira (Olot) · Vegeu més fotos d'aquest monument · Carregueu una nova foto d'aquest monument                                           |
| Passeig de Barcelona                                          | BCIL 2004       |                                                                       | Olot Entre la pl. Clarà i el riu Fluvià                            | 42° 10′ 42″ N, 2° 29′ 02″ E / 42.178254°N,2.483758°E | IPA-41063     | Passeig de Barcelona (Olot) · Vegeu més fotos d'aquest monument · Carregueu una nova foto d'aquest monument                                    |
| Passeig de Sant Roc                                           | BCIL 2004       | XIX-XX                                                                | Olot Entre l'av. Santa Coloma i pont de Sant Roc                   | 42° 10′ 31″ N, 2° 28′ 43″ E / 42.175405°N,2.478526°E | IPA-41064     | Passeig de Sant Roc (Olot) · Vegeu més fotos d'aquest monument · Carregueu una nova foto d'aquest monument                                     |
| Avinguda d'Aragó                                              | BCIL 2004       | XX Inici                                                              | Olot Entre pl. Espanya i Prat de la Mandra                         | 42° 10′ 35″ N, 2° 29′ 12″ E / 42.176258°N,2.486572°E | IPA-41065     | Avinguda d'Aragó (Olot) · Vegeu més fotos d'aquest monument · Carregueu una nova foto d'aquest monument                                        |
| Jardins plaça Clarà                                           | BCIL 2004       |                                                                       | Olot Pl. Clarà                                                     | 42° 10′ 50″ N, 2° 29′ 06″ E / 42.180466°N,2.485075°E | IPA-41066     | Jardins plaça Clarà (Olot) · Vegeu més fotos d'aquest monument · Carregueu una nova foto d'aquest monument                                     |
| Casa Juncosa                                                  | BCIL 2004       | Noucentisme XX                                                        | Olot Pg. de Barcelona, 8, Aix Malagrida                            | 42° 10′ 43″ N, 2° 29′ 01″ E / 42.178731°N,2.483715°E | IPA-10208     | Casa Juncosa (Olot) · Vegeu més fotos d'aquest monument · Carregueu una nova foto d'aquest monument                                            |
| Plaça de Braus                                                | BCIL 2004       | Eclecticisme XIX (1854)                                               | Olot C. Roser, 20, barri del Roser                                 | 42° 11′ 04″ N, 2° 29′ 08″ E / 42.184521°N,2.485478°E | IPA-10305     | Plaça de Braus (Olot) · Vegeu més fotos d'aquest monument · Carregueu una nova foto d'aquest monument                                          |
| Casa Plana, o Casa Sala Aragó                                 | BCIL 2004       | Noucentisme XX                                                        | Olot Pl. Estrella, 3, Urbanització Malagrida                       | 42° 10′ 38″ N, 2° 29′ 12″ E / 42.177308°N,2.486790°E | IPA-10303     | Casa Plana (Olot) · Vegeu més fotos d'aquest monument · Carregueu una nova foto d'aquest monument                                              |
| Font de la Puda                                               | BCIL 2004       | Obra popular XIX-XX                                                   | Olot Pg. de Sant Roc - riu Fluvià                                  | 42° 10′ 29″ N, 2° 28′ 40″ E / 42.174813°N,2.477673°E | IPA-41038     | Carregueu una nova foto d'aquest monument |
| Eixample Malagrida                                            |                 | Noucentisme XX                                                        | Olot Barri Malagrida                                               | 42° 10′ 31″ N, 2° 29′ 04″ E / 42.175187°N,2.484382°E | IPA-46525     | Eixample Malagrida (Olot) · Vegeu més fotos d'aquest monument · Carregueu una nova foto d'aquest monument                                      |